# Nikita Nagorny
Nikita Władimirowicz Nagorny (ros. Никита Владимирович Нагорный; ur. 12 lutego 1997 r. w Rostowie nad Donem) – rosyjski gimnastyk, trzykrotny mistrz świata, sześciokrotny mistrz Europy, trzykrotny złoty medalista igrzysk olimpijskich młodzieży.

## Igrzyska olimpijskie
Nagorny zadebiutował na igrzyskach w 2016 roku w Rio de Janeiro. Razem z drużyną w wieloboju drużynowym zdobył srebrny medal, tracąc do zwycięskich Japończyków 2,641 punktu. Wziął również udział w pozostałych siedmiu indywidualnych konkurencjach, jednak tylko w rywalizacji skoków udało się awansować do finału, gdzie zajął piąte miejsce. W pozostałych występach odpadał w kwalifikacjach.
| Igrzyska | Miasto         | Konkurencja                 | Kwalifikacje | Kwalifikacje | Finał   | Finał   |
| Igrzyska | Miasto         | Konkurencja                 | Wynik        | Miejsce      | Wynik   | Pozycja |
| -------- | -------------- | --------------------------- | ------------ | ------------ | ------- | ------- |
| IO 2016  | Rio de Janeiro | Wielobój indywidualny       | 84,639       | 28.          | NQ      | NQ      |
| IO 2016  | Rio de Janeiro | Ćwiczenia wolne             | 14,066       | 42.          | NQ      | NQ      |
| IO 2016  | Rio de Janeiro | Ćwiczenia na koniu z łękami | 14,541       | 21.          | NQ      | NQ      |
| IO 2016  | Rio de Janeiro | Ćwiczenia na kółkach        | 14,900       | 16.          | NQ      | NQ      |
| IO 2016  | Rio de Janeiro | Skok                        | 15,283       | 6. Q         | 15,316  | 5.      |
| IO 2016  | Rio de Janeiro | Ćwiczenia na poręczach      | 13,133       | 61.          | NQ      | NQ      |
| IO 2016  | Rio de Janeiro | Ćwiczenia na drążku         | 12,733       | 68.          | NQ      | NQ      |
| IO 2016  | Rio de Janeiro | Wielobój drużynowy          | 269,612      | 3. Q         | 271,453 | srebro  |